# Fabrice Luchini
Robert Luchini, conocido como Fabrice Luchini (París, 1 de noviembre de 1951), es un afamado actor francés de teatro, cine y televisión.

## Biografía

### Infancia, formación y comienzos
Robert Luchini nació en el IX Distrito de París. Tiene dos hermanos mayores, Alain y Michel. Su madre, Hélène Raulhac (1919-2008), era nativa del X Distrito de París y su padre, Adelmo Luchini (1910-2008), un frutero de origen italiano nacido en Villerupt.
Creció en el barrio La Goutte d'Or del XVIII Distrito de París donde sus padres tenían un comercio. Con 55 años, su padre se arruinó por una operación inmobiliaria y comenzó a trabajar de camionero; su madre empezó, de limpiadora.
Consiguió su certificado de estudios primarios gracias a un instructor, y al no estar interesado por los estudios, su madre lo colocó como aprendiz en un salón de belleza del 3 de la avenida  Matignon en 1965 que regentaba el peluquero Jacques France. Fue entonces cuando adoptó su nombre «Fabrice» y empezó a interesarse de forma autodidacta por la literatura (Balzac, Flaubert, Proust, Céline…) y la música soul frecuentando discotecas como Whisky à Gogo cuyos dueños lo contrataron para una sucursal que pensaban abrir en Angoulême donde lo descubrió Philippe Labro para su película Tout peut arriver de 1969.
Más tarde estudió arte dramático con Jean-Laurent Cochet.

### Carrera
Fabrice Luchini fue un actor muy habitual en el cine francés en los años 1990 y rodó con Nagisa Ōshima, Pierre Zucca, Cédric Klapisch, Claude Lelouch o Édouard Molinaro. Pero fue sobre todo su papel en La Discrète de Christian Vincent en 1990 el que le dio a conocer al gran público y por el que lo nominaron al César al mejor actor  en 1993. Además, en esta década, trabajó en varias obras de teatro, su verdadera pasión, entre ellas Viaje al fin de la noche o Arte, y por las que fue nominado cuatro veces al Premio Molière. Ha sido nominado 4 veces a los premios César como mejor actor secundario (ganando en uno en 1994) y otras cuatro como mejor actor principal.

## Vida personal
Es padre de la directora Emma Luchini con la que trabajó en el film de 2015 Un début prometteur.
En cuanto a sus opiniones políticas, en entrevistas ha declarado que no se considera ni de derechas ni de izquierdas, aunque ha mostrado cierta simpatía o apoyo por Nicolas Sarkozy o Emmanuel Macron.

## Filmografía
- Tout peut arriver (1969)
- La rodilla de Clara (Le Genou de Claire), de Éric Rohmer (1970)
- Valparaiso, Valparaiso (1971)
- Contes immoraux (1973)
- Vincent mit l'âne dans un pré (et s'en vint dans l'autre) (1975)
- Ne (1975)
- Les écrans déchirés (1976)
- Perceval le Gallois (1978)
- Violette Nozière (1978)
- Même les mômes ont du vague à l'âme (1980)
- La femme de l'aviateur (1981)
- La forêt désenchantée (1981)
- T'es folle ou quoi? (1982)
- Jimmy Jazz (1982)
- Zig Zag Story (1983)
- Il ne faut jurer de rien (1983)
- Lettre de la Sierra Morena (1983)
- Las noches de la luna llena (1984)
- Emmanuelle 4 (1984)
- Profs (1985)
- Rouge-gorge (1985)
- Max mon amour (1986)
- Conseil de famille (1986)
- Hôtel du paradis (1986)
- Triple sec (1986)
- 4 aventures de Reinette et Mirabelle (1987)
- Les oreilles entre les dents (1987)
- La Couleur du vent (1988)
- Alouette, je te plumerai (1988)
- Uranus (1990)
- La discrète (1990)
- Riens du tout (1992)
- El regreso de Casanova (1992)
- Toxic Affair (1993)
- L'Arbre, le maire et la médiathèque (1993)
- Tout ça... pour ça ! (1993)
- Le Colonel Chabert (1994)
- L'année Juliette (1995)
- Hommes, femmes, mode d'emploi (1996)
- Beaumarchais, l'insolent (1996)
- Le Bossu (1997)
- An Air So Pure (1997)
- Ningún escándalo (1999)
- Rien sur Robert (1999)
- Barnie et ses petites contrariétés (2001)
- Le coût de la vie (2003)
- Confidences trop intimes (2004)
- La cloche a sonné (2005)
- Jean-Philippe (2006)
- Molière (2007)
- París  (2008)
- Musée haut, musée bas (2008)
- La fille de Monaco (2009)
- Potiche, mujeres al poder (2010)
- Les Invités de mon père (2010)
- Las chicas de la sexta planta (2011)
- Astérix y Obélix al servicio de su majestad (2012)
- En la casa (2012)
- Molière en bibicleta (2013)
- Gemma Bovery (2014)
- L'Hermine (2015)
- Ma Loute (2016)
- L'Empereur de Paris (2018)
- Un homme pressé (2018)
- Los consejos de Alice (2019)
- La biblioteca de los libros rechazados (2019)

- Buscando a Pauline (La Petite), 2023.

## Premios y distinciones
Festival Internacional de Cine de Venecia
| Año  | Categoría                | Trabajo nominado | Resultado |
| ---- | ------------------------ | ---------------- | --------- |
| 2015 | Copa Volpi - Mejor actor | L'Hermine        | Ganador   |

Premios César
| Año  | Categoría            | Película             | Resultado |
| ---- | -------------------- | -------------------- | --------- |
| 1991 | César al mejor actor | La Discrète          | Candidato |
| 1997 | César al mejor actor | Beaumarchais         | Candidato |
| 2013 | César al mejor actor | En la casa           | Candidato |
| 2014 | César al mejor actor | Alceste à bicyclette | Candidato |
| 2016 | César al mejor actor | El juez              | Candidato |
| 2017 | César al mejor actor | Ma Loute             | Candidato |